# Lucy García Montes
Lucy Inés García Montes (Sincé, siglo XX) es una bacterióloga y política colombiana, que se desempeña actualmente como Gobernadora del Departamento de Sucre.

## Biografía
Nacida en Sincé, en el Departamento de Sucre, estudió bacteriología en la Universidad Metropolitana, en Barranquilla. También posee especializaciones en Gobierno y Gestión Pública de la Corporación Universitaria del Caribe y en Gobierno y Gestión Pública Territorial de la Pontificia Universidad Javeriana.
Inicialmente trabajó como bacterióloga en múltiples municipios de Sucre, antes de fundar su propia Institución Prestadora de Salud (IPS), un laboratorio y una clínica.
Afiliada al Partido Liberal, entre 1996 y 1999 fue concejala de Sincé, municipio del cual fue alcaldesa entre 2016 y 2019. En el ámbito departamental, en 2020 fue nombrada directora de gestión de la Pandemia de COVID-19 por el Gobernador Héctor Olimpo Espinosa; también bajo el gobierno de Espinosa sirvió como Secretaria de Inclusión Social, Mujer y Equidad de Género de Sucre entre 2021 y 2022.
En las elecciones regionales de 2023 fue candidata del Partido Liberal a la Gobernación de Sucre, en coalición con el Partido de la U, Colombia Justa Libres, La Fuerza de la Paz y el Partido Centro Democrático. Con 221.492 votos resultó electa Gobernadora de Sucre, siendo la primera mujer en acceder al cargo por voto popular.